# جنایت بی‌نقص (فیلم ۱۹۳۷)
جنایت بی‌نقص (انگلیسی: The Perfect Crime) یک فیلم جنایی بریتانیایی به کارگردانی رالف اینس است که در سال ۱۹۳۷ منتشر شد. از بازیگران فیلم می‌توان به هیو ویلیامز، جیمز استفنسون و فیلیپ ری اشاره کرد.
فیلم دربارهٔ مردی است سعی می‌کند مدتی از انظار به‌دور باشد اما وقوع یک سرقت و قتل توسط شخص دیگری، شک‌ها را به او متمرکز می‌کند.